# Gibel
Gibel (em occitano:  Gibèl) é uma comuna francesa na região administrativa da Occitânia, no departamento do Alto Garona. Estende-se por uma área de 19.4 km², com 368 habitantes, segundo o censo de 2018, com uma densidade de 19 hab/km².